# Hakan Estavi
Hakan Estavi, més conegut com a Sina Estavi, és un inversor iranià del món de les criptomonedes nacionalitzat a Malàisia. Ocupa el lloc de CEO a Bridge Oracle, una de les organitzacions més importants dedicades a la xarxa cadena de blocs TRON. És conegut per ser el comprador del NFT del primer tuit de Jack Dorsey, venut per 2,9 milions de dòlars.
L'any 2015, Estavi creà el servei d'intercanvi de criptomonedes iranià Cryptoland, i el 2019 feu públic al seu perfil de Linkedin que havia creat l'empresa Bridge Oracle i s'havia aliat amb altres inversors del món de les criptomonedes.
A principis de 2021, Estavi seria denunciat per Mate Tokay, ex-CEO de Bitcoin.com, el qual l'acusava de no pagar els seus serveis, i en la demanada es deia que hi havia una "inconsistència de 525.000 dòlars en el subministrament dels tokens BRG oferts per Bridge Oracle". El 17 de maig de 2021 Estavi fou detingut a l'Iran acusat de corrupció econòmica per ordre del Tribunal Especial de Delictes Econòmics.
Estavi reapareixeria a inicis de febrer de 2022 publicant a Instagram que es trobava lliure i que resoldria els pagaments pendents.